# وزارة أرشد العمري الثانية
وزارة أرشد العمري الثانية هي الحكومة العراقية الخمسون، خلفت هذه الوزارة وزارة محمد فاضل الجمالي الثانية.
تشكلت الوزارة في 29 نيسان 1954 واستمرت إلى 17 حزيران 1954 ثم بقيت لتصريف الأعمال حتى تشكلت وزارة نوري السعيد الثانية عشر في 3 أيلول 1954.

## التشكيلة الوزارية
تكونت الوزارة من الوزراء أدناه:
- رئيس الوزراء: أرشد العمري، وكذلك وزير الإعمار
- وزير الإعمار: رئيس الوزراء أرشد العمري حتى يوم 16 حزيران 1954 عندما شغل المنصب سامي فتاح بالوكالة في 16 حزيران 1954 ثم بالأصالة في 1 تموز 1954[2]
- وزير الدفاع: حسين مكي خماس
- وزير الداخلية: سعيد قزاز، قدم استقالته في 12 حزيران 1954، صدرت الموافقة بقبول استقالته وتعيين وزير العدلية فخري الطبقجلي في 14 حزيران 1954.[2]
- وزير الخارجية: محمد فاضل الجمالي
- وزير المعارف: محمد فاضل الجمالي بالوكالة حتى تعيين عبد الحميد كاظم فـي 16 حزيران 1954[2]
- وزير المالية: عبد المجيد محمود القره غولي
- وزير العدلية: فخري الطبقجلي
- وزير الاقتصاد: علي الصافي
- وزير الشؤون الاجتماعية: سامي فتاح حتى 1 تموز 1954، ثم عين أحمد نجم الدين إبراهيم الراوي بدلا عنه[2]
- وزير الزراعة: عبد الغني الدلي، قدم استقالته في 6 حزيران 1954، صدرت الموافقة بقبول استقالته في اليوم ذاته وعين في اليوم التالي عبد المجيد عباس الحيدري في 9 حزيران 1954.[2][3]
- وزير المواصلات والأشغال العامة: فخري الفخري، قدم استقالته في 6 حزيران 1954، صدرت الموافقة بقبول استقالته وتعيين نوري عبد الوهاب القره غولي في 9 حزيران 1954.[2]
- وزير الصحة: عبد الهادي الباجه جي، قدم استقالته في 6 حزيران 1954، صدرت الموافقة بقبول استقالته وتعيين صبيح الوهبي في 9 حزيران 1954.[2]
- وزير بلا وزارة: علي الشرقي